# Geert Mayer
Geert Mayer (geboren 1949) ist ein deutscher Neurologe, der sich insbesondere mit Schlafstörungen, wie Hypersomnien zentralen Ursprungs (z. B. Narkolepsie oder dem Kleine-Levin-Syndrom), befasst.

## Leben
Nach dem medizinischen Staatsexamen 1974 und der Promotion 1979 an der Georg-August Universität Göttingen absolvierte Meyer den Facharzt für Neurologie und Psychiatrie im Jahr 1984 nach entsprechenden beruflichen Stationen an der UMG, der Hardtwaldkliniken Bad Zwesten und am Klinikum Kassel. 1986 erfolgte die Ernennung zum Oberarzt an der Hephata-Klinik in Schwalmstadt, wo er 1998 Chefarzt wurde und später bis 2021 als Ärztlicher Direktor wirkte.
Im Jahr 1999 habilitierte sich Mayer an der Georg-August Universität Göttingen; 2004 wurde er dort zum außerplanmäßigen Professor berufen. Im Folgejahr wurde er Professor für Neurologie an der Philipps-Universität Marburg.
Geert Mayer war Präsident der Deutschen Gesellschaft für Schlafmedizin (2006–2011), Vorsitzender der Arbeitsgruppe Schlaf der Deutschen Gesellschaft für Neurologie (2004–2012), Präsident des European Narcolepsy Network (2014–2018).

## Werk
Geert Mayer hat mehr als 70 Publikationen als Erstautor veröffentlicht und mehr als 30 Buchkapitel verfasst. Er war langjähriger Herausgeber der Zeitschrift Somnologie (2004–2016). Er schrieb Monographien zur Narkolepsie. Zudem war er an der Zulassung von neuen Medikamenten zur Behandlung dieser Erkrankung beteiligt.

## Publikationen (Auswahl)
- Narkolepsie. Genetik, Immungenetik, motorische Störungen. Blackwell, Berlin 2000, ISBN 978-3-89412-449-6.
- Narkolepsie. Thieme, Stuttgart/New York 2006, ISBN 978-3-13-134431-1.